# Дашчара
Дашчара је објекат направљен дрвених дасака. Јефтинија за израду, али мање трајна од брвнаре користи се пре свега као помоћна зграда за стаје, склоништа и заштита човеку, стоци и пољопривредним производима.
Дашчара је зграда нижег квалитета од куће (издржљивог, квалитетно изграђеног стамбеног објекта), али вишег квалитета од склоништа (уточишта) као што је шатор и користи се као привремено или сезонско склониште или у примитивним друштвима као стално станиште.
Колибе постоје у практично свим номадским културама. Неке колибе су преносиве и могу да поднесу већину временских прилика.